# Шитов, Александр Иванович (политик)
Александр Иванович Шитов (1925—2013) — советский государственный, хозяйственный,  и партийный деятель.

## Биография
Родился в 1925 году в Балахнинском районе Горьковской области.
Окончил Горьковский институт инженеров водного транспорта. С 1940 года работал на предприятиях г. Горького и Сталинграда.
Член КПСС с 1955 года; с 1959 года — на партийной, советской работе:
- 1962—1964 — председатель Волгоградского промышленного облисполкома;
- 1964—1967 — 1-й секретарь Волгоградского горкома партии;
- 1967—1970 — инспектор ЦК КПСС;
- 1970— 1975 — 2-й секретарь ЦК Компартии Таджикистана;
- 1975—1989 — 1-й заместитель председателя Комитета народного контроля СССР.

В 1989 году вышел на пенсию.
Избирался депутатом Верховного Совета РСФСР 7-го, 10-го и 11-го созывов, Верховного Совета СССР 9-го созыва.
Умер 17 февраля 2013 года; похоронен на Ваганьковском кладбище.

## Семья
Супруга: Серова Д.К.  (1927—?). 